# Vũ Hồ
Vũ Hồ(chữ Hán giản thể: 雨湖区) là một quận thuộc địa cấp thị Tương Đàm tỉnh Hồ Nam Cộng hòa Nhân dân Trung Hoa. Quận này có diện tích 74 ki-lô-mét vuông, dân số năm 2004 là 372.400 người. Chính quyền quận đóng ở nhai đạo Vũ Hồ Lộ. Về mặt hành chính, năm 2004, quận Vũ Hồ được chia thành 8 nhai đạo, 2 trấn, 4 hương.
- Nhai đạo: Vũ Hồ Lộ, Thành Chính, Bình Chính Lộ, Vân Đường, Trung Sơn Lộ, Diêu Loan và Dương Cổ Đường.
- Trấn: Hạc Lĩnh và Nam Trúc Sơn.
- Hương: Chiêu Đàm, Hộ Đàm, Trường Thành và Thiên Phong.